# Мушина (гмина)
Гмина Мушина (пол. Gmina Muszyna) — городско-сельская гмина (волость) в Польше, входит как административная единица в Новосонченский повет, Малопольское воеводство. Население — 11 149 человек (на 2004 год).

## Административный центр
В состав гмины входит город Мушина, который исполняет функцию её административного центра.

## Сельские округа
1. Анджеювка
2. Дубне
3. Ястшембик
4. Лелюхув
5. Милик
6. Поврожник
7. Щавник
8. Войкова
9. Злоцке
10. Жегестув
11. Мушина